# Neck and Neck (film, 1931)
Pour plus de détails, voir Fiche technique et Distribution.
Neck and Neck est un film américain réalisé par Richard Thorpe, sorti en 1931.

## Synopsis
Bill Grant, un représentant, se fait passer pour un homme riche auprès de Norma Rickson. Lorsqu'il la rencontre à nouveau sur un champ de courses, il prétend même être propriétaire de "The Phantom", un des chevaux. Cela va entraîner un certain ombre de péripéties, aux termes desquels Norma finalement décidera que la vie avec lui ne devrait pas être ennuyeuse.

## Fiche technique
- Titre original : Neck and Neck
- Réalisation : Richard Thorpe
- Scénario : Betty Burbridge
- Photographie : Jules Cronjager
- Son : Earl N. Crain
- Montage : Viola Roehl
- Production : George W. Weeks
- Société de production : Sono Art-World Wide Pictures
- Société de distribution : Sono Art-World Wide Pictures
- Pays de production :  États-Unis
- Langue originale : anglais
- Format : noir et blanc — 35 mm — 1,37:1 — son mono
- Genre : Comédie dramatique
- Durée : 63 minutes
- Date de sortie :
  - États-Unis : 4 novembre 1931

## Distribution
- Glenn Tryon : Bill Grant
- Vera Reynolds : Norma Rickson
- Walter Brennan : Hector
- Lafe McKee : Colonel Rickson
- Carroll Nye : Frank Douglas
- Stepin Fetchit : l'arnaqueur
- Fern Emmett : Tante Susan
- Rosita Butler : Crystal

## Autour du film
- Une grande partie de l'action a été tournée au Mexique, sur le champ de courses d'Agua Caliente, à Tijuana (Basse-Californie)[1].